# Stanley Cup 1976
La finale della Stanley Cup 1976 è stata una serie al meglio delle sette gare che ha determinato il campione della National Hockey League per la stagione 1975-76. Al termine dei playoff si qualificarono per la serie finale i Montreal Canadiens e i Philadelphia Flyers. I Canadiens nella serie finale di Stanley Cup usufruirono del fattore campo in virtù del maggior numero di punti ottenuti nella stagione regolare, 127 punti contro i 118 dei Bruins. La serie iniziò il 9 maggio e finì il 16 maggio con la conquista della Stanley Cup da parte dei Canadiens per 4 a 0.
Per i Canadiens si trattò della prima finale disputata dal 1973, mentre i Flyers campioni in carica da due stagioni raggiunsero la terza finale consecutiva. La serie fu vinta da Montréal, formazione che dopo il diciannovesimo titolo vinto nel 1976 aprì un ciclo durato quattro anni con la vittoria di altrettante Stanley Cup. Per Philadelphia si trattò invece della prima di sei sconfitte consecutive nell'atto finale della National Hockey League, l'ultima delle quali giunta nel 2010.
Al termine della serie l'attaccante canadese Reggie Leach fu premiato con il Conn Smythe Trophy, trofeo assegnato al miglior giocatore dei playoff. Questa fu la terza occasione in cui a ricevere il premio fu un giocatore della squadra sconfitta, l'unico a non giocare da portiere.

## Contendenti

### Montreal Canadiens
I Montreal Canadiens conclusero la stagione regolare al primo posto nella Norris Division con 127 punti qualificandosi al primo posto assoluto della lega. Nei quarti di finale sconfissero per 4-0 i Chicago Blackhawks, mentre nelle semifinali affrontarono i New York Islanders e li superarono per 4-1.

### Philadelphia Flyers
I Philadelphia Flyers conclusero la stagione regolare in prima posizione nella Adams Division con 118 punti che valsero loro la seconda posizione nella lega. Nei quarti di finale batterono i Toronto Maple Leafs per 4-3 mentre nelle semifinali sconfissero per 4-1 i Boston Bruins.

## Serie

### Gara 1
| Montréal 9 maggio 1976 | Philadelphia Flyers | 3 – 4 (2-0; 0-2; 1-2) referto                             | Montreal Canadiens | Forum de Montréal (17.582 spett.) |
| \| \| \| \| \| Leach 00:21 Lonsberry 13:22 Goodenough 45:17 \| Marcatori \| 24:04 Roberts 26:30 Robinson 50:02 Lemaire 58:38 Lapointe \| |                     |                                                           |                    |                                   |
| |                     |                                                           |                    |                                   |
| Leach 00:21 Lonsberry 13:22 Goodenough 45:17                                                                                             | Marcatori           | 24:04 Roberts 26:30 Robinson 50:02 Lemaire 58:38 Lapointe |                    |                                   |

### Gara 2
| Montréal 11 maggio 1976                                                     | Philadelphia Flyers | 1 – 2 (0-0; 0-1; 1-1) referto | Montreal Canadiens | Forum de Montréal (17.687 spett.) |
| \| \| \| \| \| Schultz 57:35 \| Marcatori \| 35:19 Lemaire 42:41 Lafleur \| |                     |                               |                    |                                   |
|                                                                             |                     |                               |                    |                                   |
| Schultz 57:35                                                               | Marcatori           | 35:19 Lemaire 42:41 Lafleur   |                    |                                   |

### Gara 3
| Filadelfia 13 maggio 1976                                                              | Montreal Canadiens | 3 – 2 (1-2; 1-0; 1-0) referto | Philadelphia Flyers | The Spectrum (17.077 spett.) |
| \| \| \| \| \| Shutt 03:17, 21:09 Bouchard 49:16 \| Marcatori \| 08:40, 18:14 Leach \| |                    |                               |                     |                              |
|                                                                                        |                    |                               |                     |                              |
| Shutt 03:17, 21:09 Bouchard 49:16                                                      | Marcatori          | 08:40, 18:14 Leach            |                     |                              |

### Gara 4
| Filadelfia 16 maggio 1976 | Montreal Canadiens | 5 – 3 (2-2; 1-1; 2-0) referto         | Philadelphia Flyers | The Spectrum (17.077 spett.) |
| \| \| \| \| \| Shutt 05:35 Bouchard 11:48 Cournoyer 49:16 Lafleur 54:18 Mahovlich 55:16 \| Marcatori \| 00:41 Leach 18:20 Barber 33:59 Dupont \| |                    |                                       |                     |                              |
| |                    |                                       |                     |                              |
| Shutt 05:35 Bouchard 11:48 Cournoyer 49:16 Lafleur 54:18 Mahovlich 55:16                                                                         | Marcatori          | 00:41 Leach 18:20 Barber 33:59 Dupont |                     |                              |

## Roster dei vincitori
| Vincitori della Stanley Cup 1976 Canadiens de Montréal | Portieri: Michel Laroque, Ken Dryden Difensori: Bill Nyrop, John Van Boxmeer, Guy Lapointe, Serge Savard, Larry Robinson, Don Awrey, Pierre Bouchard, Rick Chartraw Attaccanti: Jim Roberts, Doug Risebrough, Guy Lafleur, Yvon Lambert, Yvan Cournoyer (C), Mario Tremblay, Murray Wilson, Peter Mahovlich, Doug Jarvis, Steve Shutt, Bob Gainey, Jacques Lemaire Staff Tecnico: Scotty Bowman (Allenatore) |